# Курильский, Юрий Исидорович
 Юрий Исидорович Курильский  (1935 - 2005) — советский и украинский волейбольный тренер.

## Биография
Ю. И. КУрильский родился 8 августа 1935 года в Одессе.
В 1958 году закончил Одесский государственный педагогический институт имени К. Д. Ушинского.
Работал тренером женской сборной СССР. Главный тренер «Медина» (Одесса) (1964—1986), «Байера» (Леверкузен, Германия), «PSV» (Берлин, Германия), ТСВ «Рудов» (Берлин, Германия), женской молодёжной сборной Украины.
Первый президент Берлинского клуба одесситов.
Под руководством Курильского одесский «Медин» становился обладателем Кубка обладателей кубков в сезоне-1982/83, трижды выигрывал Кубок СССР (1974, 1981, 1983), завоёвывал серебряные (1982/83) и бронзовые (1971, 1981/82, 1983/84) медали чемпионата Союза.
В 1970 году под руководством Юрия Курильского студенческая сборная СССР стала победительницей Всемирной студенческой Универсиады в Италии. В 1975 году сборная УССР выиграла Спартакиаду народов СССР (1975), а в 1983 году стала бронзовым призёром.
Леверкузенский «Байер» становился 8-м в чемпионате немецкой Бундеслиги в сезоне-1995/96. Берлинские любительские клубы «PSV» и ТСВ «Рудов» выигрывали первенства районной и региональной лиг Германии.
До переезда в Германию (1994 год) возглавлял общество «Буревестник», работал тренером в спортшколе «Олимпия», был основателем и президентом волейбольно-теннисного клуба «Одесса».
В качестве спортивного обозревателя сотрудничал с берлинской газетой «Европа-Экспресс».
Юрий Курильский был истинным одесситом, хорошо знающим историю, культуру и традиции города, имеющим много друзей среди одесской спортивной общественности и творческой интеллигенции города. Его организаторские способности, выработанные многолетней тренерской работой, умение общения с коллективом, интеллигентное и уважительное отношение к людям позволили ему стать многолетним руководителем Клуба одесситов при Берлинском отделении Центрального благотворительного совета евреев Германии.
Умер 1 января 2005 года. Похоронен 5 января 2005 года на Еврейском кладбище Берлина на улице Герберта Баума в районе Вайссенси.

## Награды
- Звание "Заслуженный тренер УССР".